# Dave Cowens
David William "Dave" Cowens (Newport, Kentucky; 25 de octubre de 1948) es un exjugador y exentrenador de baloncesto estadounidense que disputó once temporadas en la NBA. Con 2,06 metros de estatura, jugaba en las posiciones de ala-pívot o pívot nato.

## Trayectoria deportiva

### Universidad
Sus años colegiales transcurrieron, entre 1966 y 1970 en la Universidad de Florida State, promediando 19,0 puntos y 17,2 rebotes por partido. En una ocasión consiguió 31 rebotes en un partido, siendo esta la segunda mejor marca de la historia.

### NBA
Fue seleccionado por los Boston Celtics en el Draft de la NBA de 1970 en la cuarta posición de la primera ronda. Fue criticado por ser considerado demasiado bajo para jugar de pívot, pero el entrenador de pívots de los Celtics, el gran Bill Russell, confió en él, y no decepcionó, ya que en su primera temporada con los profesionales consiguió unos promedios de 17 puntos y 15 rebotes, compartiendo el premio de Rookie del año de la NBA con el jugador de Portland Geoff Petrie.
En 1973, con unos promedios de 20,5 puntos y 16,2 rebotes por partido, fue elegido MVP de la liga y del All-Star Game.
Promedió a lo largo de su carrera 17,6 puntos y 13,6 rebotes. Disputó 7 All Star y ganó dos anillos con los Celtics, en 1974 y 1976.

### Entrenador
Su primera experiencia en los banquillos fue en la temporada 1979-80, cuando desempeñó funciones de jugador-entrenador con los Boston Celtics. En 1984 se hizo cargo de los Bay State Bombardiers de la CBA durante una temporada. Regresó a la NBA siendo entrenador asistente de San Antonio Spurs entre 1994 y 1996, haciéndose cargo al año siguiente como entrenador principal de los Charlotte Hornets, equipo al que logró clasificar en sus dos primeras temporadas para los playoffs. Al año siguiente, en la temporada 1998-99, tras un mal comienzo, ganando únicamente 4 de sus primeros 15 partidos, fue sustituido en el cargo por Paul Silas.
Tras una temporada en blanco, regresó a los banquillos para hacerse cargo de los Golden State Warriors, en la temporada 2000-01, donde permaneció temporada y media, antes de ser reemplazado por Brian Winters.

## Estadísticas de su carrera en la NBA
|  | Denota temporada en la que ganó un Campeonato de la NBA |
|  | Líder de la liga                                        |

### Temporada regular
| Año      | Equipo    | PJ  | PT | MPP  | %TC  | %3P  | %TL  | RPP  | APP | ROB | TPP | PPP  |
| -------- | --------- | --- | -- | ---- | ---- | ---- | ---- | ---- | --- | --- | --- | ---- |
| 1970-71  | Boston    | 81  | –  | 38.0 | .422 | –    | .732 | 15.0 | 2.8 | –   | –   | 17.0 |
| 1971-72  | Boston    | 79  | –  | 40.3 | .484 | –    | .720 | 15.2 | 3.1 | –   | –   | 18.8 |
| 1972-73  | Boston    | 82  | –  | 41.8 | .452 | –    | .779 | 16.2 | 4.1 | –   | –   | 20.5 |
| 1973-74  | Boston    | 80  | –  | 41.9 | .437 | –    | .832 | 15.7 | 4.4 | 1.2 | 1.3 | 19.0 |
| 1974-75  | Boston    | 65  | –  | 40.5 | .475 | –    | .783 | 14.7 | 4.6 | 1.3 | 1.1 | 20.4 |
| 1975-76  | Boston    | 78  | –  | 39.8 | .468 | –    | .756 | 16.0 | 4.2 | 1.2 | 0.9 | 19.0 |
| 1976-77  | Boston    | 50  | –  | 37.8 | .434 | –    | .818 | 13.9 | 5.0 | 0.9 | 1.0 | 16.4 |
| 1977-78  | Boston    | 77  | –  | 41.8 | .490 | –    | .842 | 14.0 | 4.6 | 1.3 | 0.9 | 18.6 |
| 1978-79  | Boston    | 68  | –  | 37.0 | .483 | –    | .807 | 9.6  | 3.6 | 1.1 | 0.8 | 16.6 |
| 1979-80  | Boston    | 66  | 55 | 32.7 | .453 | .083 | .779 | 8.1  | 3.1 | 1.0 | 0.9 | 14.2 |
| 1982-83  | Milwaukee | 40  | 34 | 25.4 | .444 | .000 | .825 | 6.9  | 2.1 | 0.8 | 0.4 | 8.1  |
| Total    | Total     | 766 | 89 | 38.6 | .460 | .071 | .783 | 13.6 | 3.8 | 1.1 | 0.9 | 17.6 |
| All-Star | All-Star  | 6   | 4  | 25.7 | .500 | –    | .714 | 13.5 | 2.0 | 0.7 | 0.2 | 12.7 |

### Playoffs
| Año   | Equipo | PJ | PT | MPP  | %TC  | %3P  | %TL  | RPP  | APP | ROB | TPP | PPP  |
| ----- | ------ | -- | -- | ---- | ---- | ---- | ---- | ---- | --- | --- | --- | ---- |
| 1972  | Boston | 11 | –  | 40.1 | .455 | –    | .596 | 13.8 | 3.0 | –   | –   | 15.5 |
| 1973  | Boston | 13 | –  | 46.0 | .473 | –    | .659 | 16.6 | 3.7 | –   | –   | 21.9 |
| 1974  | Boston | 18 | –  | 42.9 | .435 | –    | .797 | 13.3 | 3.7 | 1.2 | 0.9 | 20.5 |
| 1975  | Boston | 11 | –  | 43.5 | .428 | –    | .885 | 16.5 | 4.2 | 1.6 | 0.5 | 20.5 |
| 1976  | Boston | 18 | –  | 44.3 | .457 | –    | .759 | 16.4 | 4.6 | 1.2 | 0.7 | 21.0 |
| 1977  | Boston | 9  | –  | 42.1 | .446 | –    | .773 | 14.9 | 4.0 | 0.9 | 1.4 | 16.6 |
| 1980  | Boston | 9  | –  | 33.4 | .476 | .000 | .909 | 7.3  | 2.3 | 1.0 | 0.8 | 12.0 |
| Total | Total  | 89 | –  | 42.3 | .451 | .000 | .744 | 14.4 | 3.7 | 1.2 | 0.9 | 18.9 |

## Logros y reconocimientos
- Rookie del año en el año 1971

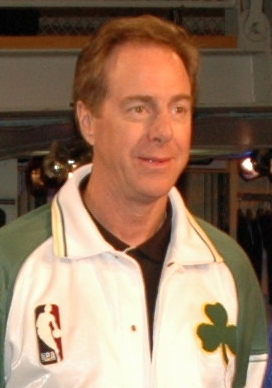
Cowens, en 2005.

- MVP de la liga y del All-Star Game en 1973.
- Elegido para disputar 8 All-Star Game (1972–1978, 1980)
- Miembro del Basketball Hall of Fame desde 1991.
- Elegido uno de los 50 mejores jugadores de la historia de la NBA en 1996.
- Elegido en el Equipo del 75 aniversario de la NBA en 2021.
- Dorsal #18 retirado por los Celtics, y dorsal #13 retirado por su universidad.